# Nhà Pfalz-Birkenfeld

Huy hiệu Georg Wilhelm, Bá tước xứ Zweibrücken-Birkenfeld

Nhà Palatinate-Birkenfeld (tiếng Đức: Pfalz-Birkenfeld), sau này là Palatinate-Zweibrücken-Birkenfeld, nó là tên của một dòng nam của Tuyển hầu xứ Palatinate thuộc Triều đại Wittelsbach. Bá tước Pfalz từ dòng này ban đầu chỉ cai trị một lãnh thổ tương đối không quan trọng, cụ thể là phần Pfalz của Bá quốc Sponheim; tuy nhiên, tầm quan trọng của chúng ngày càng tăng. 
Một sự ngẫu nhiên đã diễn ra vào năm 1799 khi Tuyển hầu xứ Bayern là Karl Theodor qua đời mà không để lại bất kỳ người thừa kế hợp pháp nào nên toàn bộ lãnh thổ và tài sản của Tuyển hầu xứ Bayern và Tuyển hầu xứ Pfalz cùng nhiều công quốc khác đã được thừa kế bởi Công tước Maximilian của Nhà Pfalz-Birkenfeld. Từ một chi nhánh nhỏ của Vương tộc Wittelsbach, được thành lập vào năm 1569, chưa đến 2,5 thế kỷ nó đã vươn lên đứng đầu cả triều đại Wittelsbach, thống nhất toàn bộ các lãnh thổ và tài sản được cai trị bởi các nhánh về một mối. Năm 1806, Đế chế La Mã Thần thánh tan rã, Tuyển hầu xứ Bayern được nâng lên thành Vương quốc Bayern, Maximilian trở thành vị vua đầu tiên của xứ này, vì thế các vị vua sau đều là hậu duệ của ông. Ngoài ra, nhiều nhà cai trị ở châu Âu cũng sở hữu một phần dòng máu của Nhà Pfalz-Birkenfeld thông qua các cuộc hôn phối với các hậu duệ nữ của Maximilian, vì ông này có đến 7 người con gái.

## Lịch sử

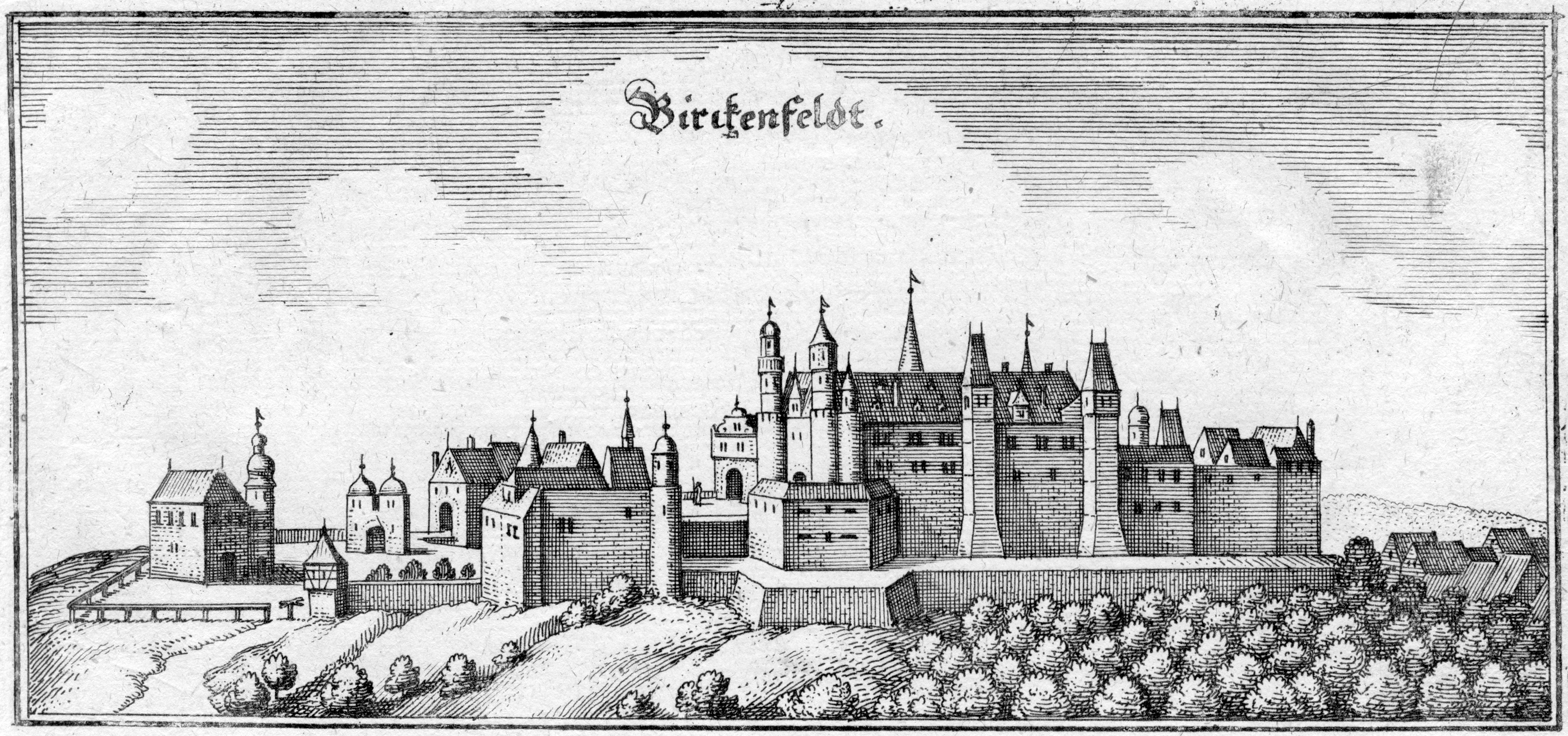
Lâu đài Birkenfeld năm 1645

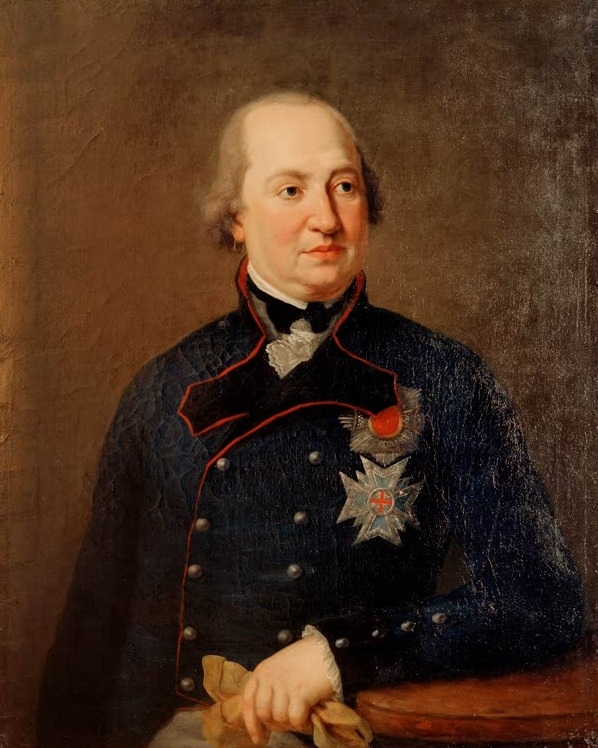
Maximilian Joseph của Nhà Pfalz-Birkenfeld, người được thừa kế Bayern và Pfalz cùng nhiều công quốc khác thuộc quyền cai trị của các nhánh Vương tộc Wittelsbach

Tộc trưởng của dòng này là Karl I, Bá tước xứ Zweibrücken-Birkenfeld. Ông là con trai của Wolfgang, Bá tước xứ Zweibrücken, sau khi người cha qua đời vào năm 1569, đã để lại phần Bá quốc Sponheim cho Karl. Ông đã chọn Birkenfeld làm nơi cư trú của mình và vào năm 1595, thông qua Hiệp ước Kastellaun với người cai trị chung của ông là Bá tước xứ Baden, Edward Fortunatus, đảm bảo quyền cai trị độc quyền ở các quận Birkenfeld và Allenbach (cho đến năm 1671). Dưới thời của ông, Lâu đài Birkenfeld đã trải qua quá trình mở rộng. Sau cái chết của Karl vào năm 1600, ông được kế vị bởi Georg Wilhelm, người cai trị cho đến năm 1669. Ông được kế vị bởi Karl Otto, người mất năm 1671. Quyền thừa kế được chuyển cho Christian II, con trai của em trai Georg Wilhelm, người trước đó đã nhận được quyền Lãnh chúa xứ Bischwiller, một lãnh thổ tách ra khỏi Zweibrücken và do đó thành lập ra dòng Palatinate-Birkenfeld-Bischweiler. Con trai của ông là Christian III kết thúc thời gian cư trú chính thức tại Birkenfeld vào năm 1717 và chủ yếu cư trú tại Bischweiler, xen kẽ với Zweibrücken sau năm 1734, vào năm đó ông kế vị Công quốc Zweibrücken. Ông được kế vị bởi con trai Christian IV, tuy nhiên, người này đã quý tiện kết hôn với vũ công Marianne Camasse, vì vậy các con trai của ông không được hưởng quyền thừa kế. Sau cái chết của Christian, cháu trai của ông là Karl III August Christian trở thành người cai trị. Dưới sự cai trị của ông, Bá quốc Sponheim cuối cùng đã được chia cắt. Người ta đã đồng ý rằng trong số hai người cùng cai trị, Bá tước xứ Baden sẽ phân chia và sau đó Bá tước Palatine của Rhine sẽ chọn phần của mình. Có thể hy vọng ở phía Baden là Karl III August sẽ quyết định phần mà Birkenfeld và trụ sở của gia đình được đặt; tuy nhiên, Karl III August đã quyết định vùng Mosel xung quanh Traben-Trarbach, do đó sau năm 1776, vùng Birkenfeld trở thành sở hữu độc quyền của Baden. Em trai của ông là Maximilian I Joseph kế vị ông sau khi ông qua đời vào năm 1795. Do quân Cách mạng Pháp xâm chiếm và sáp nhập các lãnh thổ phía Tây sông Rhein nên Maximilian trở thành vị công tước không lãnh thổ. Tuy nhiên, đến năm 1799, sau cái chết của Karl Theodore mà không để lại bất kỳ người con hợp pháp nào, lãnh thổ và tài sản của Tuyển hầu xứ Bayern và Tuyển hầu xứ Pfalz cùng nhiều bá quốc khác đã được thừa kế bởi Maximilian. Năm 1806, Đế chế La Mã Thần thánh tan rã, Bayern được nâng lên thành vương quốc và các vị vua của nó đều có nguồn gốc từ Nhà Pfalz-Birkenfeld.
Trước đó, vào năm 1645, John Karl, Bá tước xứ Gelnhausen, em trai của Christian II, đã thành lập dòng Pfalz-Birkenfeld-Gelnhausen. Từ năm 1799 trở đi, con cháu của ông được phong là "His Royal Highness Công tước ở Bayern".

## Các bá tước xứ Birkenfeld

### Pfalz-Birkenfeld
- Karl I (1584–1600)
- Georg Wilhelm (1600–1669)
- Karl II Otto (1669–1671)

### Pfalz-Bischweiler-Birkenfeld
- Christian II (1671–1717)
- Christian III (1717–1735), 1731 Bá tước Pfalz và Công tước xứ Zweibrücken

### Pfalz-Birkenfeld-Zweibrücken
- Christian IV (1735–1775)

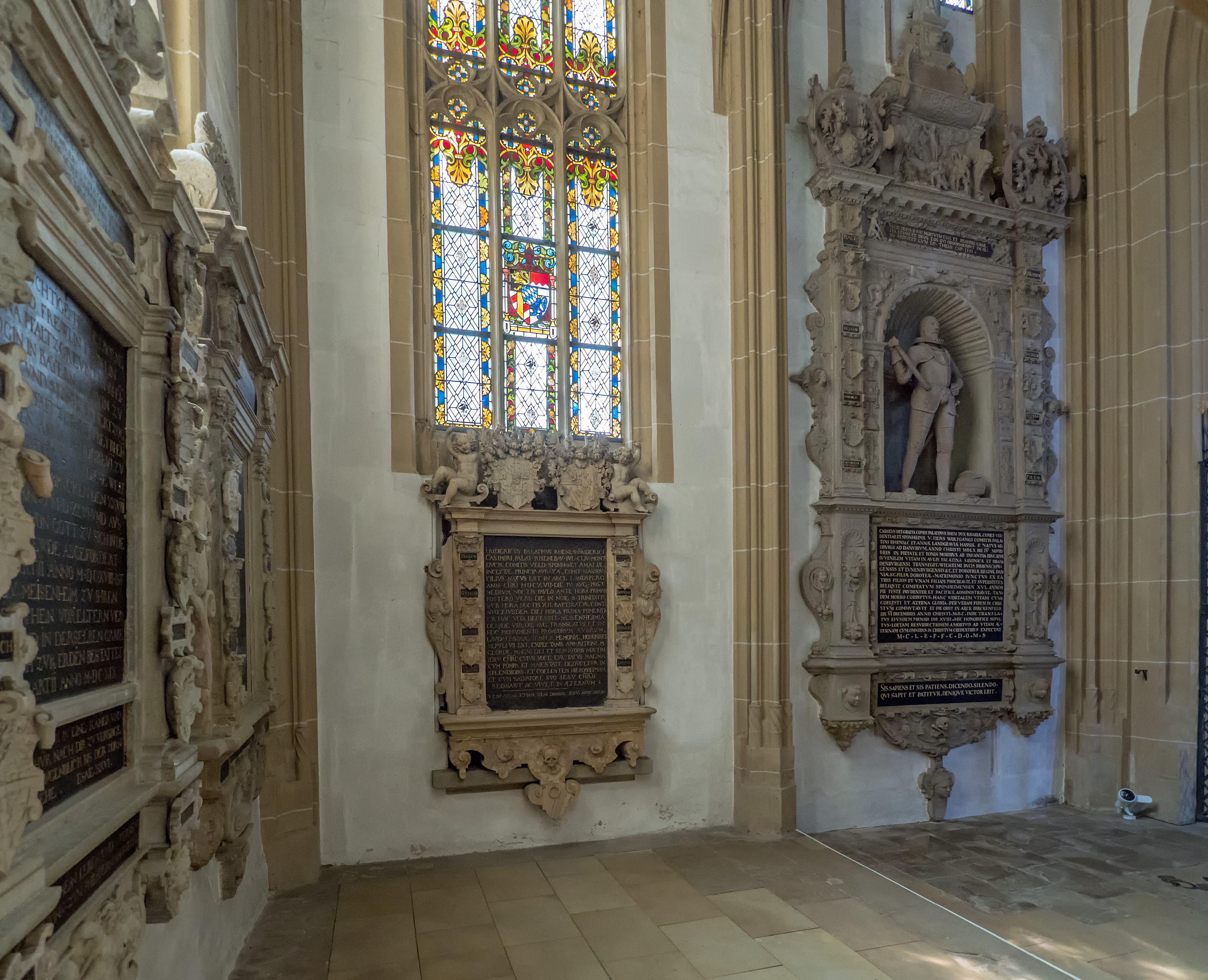
Nhà nguyện nơi chôn cất của người Nhà Pfalz-Birkenfeld trong Nhà thờ Lâu đài Meisenheim

- Karl III August Christian (1775–1795)
- Maximilian I Joseph (1795–1825)

## Lăng mộ
Các thành viên của gia tộc ban đầu cư trú tại Lâu đài Birkenfeld, nên sau khi qua đời thì thi thể của họ được chôn cất tại nhà nguyện trong lâu đài, Nhưng năm 1776, sau khi Bá quốc Sponheim được chia lại thì Birkenfeld thuộc quyền cai trị của Baden. Vì thế, vào ngày 9/7/1776, gia tộc đã di dời 12 chiếc quan tài từ nhà nguyện ở lâu đài Birkenfeld về cải táng tại Meisenheim, tính cho đến nay thì nhà nguyện này đã có 40 quan tài.